# Гонарс
Гонарс, Ґонарс (італ. Gonars) — муніципалітет в Італії, у регіоні Фріулі-Венеція-Джулія,  провінція Удіне.
Гонарс розташований на відстані близько 450 км на північ від Рима, 55 км на північний захід від Трієста, 19 км на південь від Удіне.
Населення — 4811 осіб (2014).
Щорічний фестиваль відбувається 30 травня. 

## Демографія
Населення за роками:

Станом на 1 січня 2023 року в муніципалітеті офіційно проживали 204 іноземці з 38 країн, серед них 75 громадян країн Євросоюзу та 19 громадян України.

## Сусідні муніципалітети
- Баньярія-Арса
- Бічинікко
- Кастьонс-ді-Страда
- Пальманова
- Порпетто
- Санта-Марія-ла-Лонга
- Торвіскоза